# Morgenzon
Morgenzon (signifie soleil du matin en néerlandais) est une petite commune agricole située sur la rive de la Osspruit River dans la province du Mpumalanga dans la région du Transvaal en Afrique du Sud. 
Morgenzon fut fondée en 1912 comme station de chemin de fer entre Standerton et Ermelo.
Dans les années 1980, elle fut le lieu désigné par les séparatistes Afrikaners, les "Travailleurs de l'Orange", pour fonder un volkstaat ethnique en Afrique du Sud. Ce projet, l'un des premiers du genre, mené notamment par Hendrik Verwoerd Jr, fils de l'ancien premier ministre sud-africain concepteur de l'apartheid, fut un échec.